# إمام تشاي
إمام‌ تشاي هي قرية في مقاطعة سراب، إيران. عدد سكان هذه القرية هو 336 في سنة 2006.